# Victory Tour
Il Victory Tour fu la quinta tournée del gruppo musicale statunitense The Jacksons e la prima eseguita con tutti i fratelli Jackson al completo. Si svolse solo in America del Nord, negli Stati Uniti e in Canada, partendo da Kansas City il 6 luglio 1984 e terminando il 9 dicembre dello stesso anno a Los Angeles, per un totale di 55 date e oltre 2,7 milioni di spettatori. Gli incassi ammontarono a circa 75 milioni di dollari dell'epoca.
In questo spettacolo Michael Jackson, come aveva fatto anche nei due tour precedenti, interpretò molte canzoni della sua carriera da solista: su circa 20 brani in scaletta, 8 erano infatti tratti dai suoi album Off the Wall (1979) e Thriller (1982), mentre 4 canzoni erano cantate da Jermaine Jackson ed estratte dai suoi ultimi album, tra i quali Dynamite (1984). Come raccontato dal fratello Marlon, fu di Michael la scelta, nonostante il nome del tour, di non inserire nella scaletta alcuna canzone dall'album Victory.
Michael Jackson donò i suoi ricavi personali, circa 8 milioni di dollari, in beneficenza.

## Descrizione
Il tour vide la presenza di tutti e sei i fratelli maschi della famiglia Jackson, cosa che non succedeva sin dagli ultimi anni dei Jackson 5 alla Motown (1975 circa) quando Randy Jackson, il più piccolo, raggiungeva spesso i fratelli sul palco, nonostante non fosse ancora entrato a far parte del gruppo in via ufficiale. I manager del tour furono l'imprenditore Don King, Joe Jackson (il patriarca della famiglia Jackson) e Frank DiLeo (all'epoca manager personale di Michael Jackson) mentre il promoter originale del tour fu Chuck Sullivan, figlio di Billy Sullivan, proprietario della squadra di football New England Patriots. Subito dopo la fine del tour, Michael e Marlon lasciarono il gruppo per dedicarsi a una carriera solista.

### Promozione
Nel novembre 1983, i Jackson avevano firmato un accordo da 5 milioni di dollari con la PepsiCo, che avrebbe infranto ogni record diventando all'epoca il più grande accordo di sponsorizzazione di una celebrità. Il tour venne pertanto sponsorizzato dalla Pepsi-Cola e venne anticipato da due spot televisivi della nota bevanda che vedevano come protagonisti i fratelli Jackson dove, in entrambi, Michael e i suoi fratelli reinterpretavano Billie Jean in una nuova versione col testo cambiato, che conteneva allusioni alla bevanda. Durante le riprese della seconda pubblicità, mentre i Jackson simulavano un concerto dal vivo, i capelli di Michael presero fuoco accidentalmente a causa di un guasto degli effetti pirotecnici, causandogli ustioni di secondo e terzo grado al cuoio capelluto. La Pepsi diede a Jackson un risarcimento danni di circa 1,5 milioni di dollari, che l'artista donò in beneficenza. Secondo alcuni rapporti finanziari dell'epoca, la Pepsi, grazie a questa sponsorizzazione, registrò vendite per 7,7 miliardi di dollari nel 1984 e un aumento della quota di mercato mentre la sua storica rivale, la Coca-Cola, registrò un calo.

### Lo spettacolo

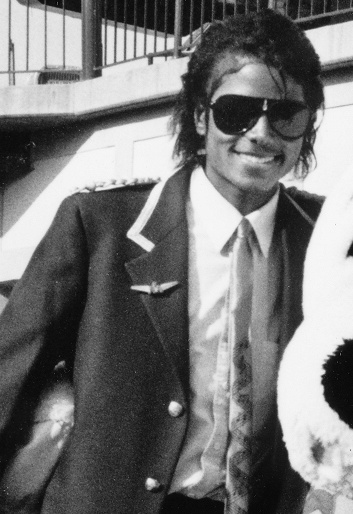
Michael Jackson nel 1984.

Il palco era lungo 44 metri e alto sette piani e ospitava oltre 2500 luci e vari effetti speciali, in parte progettati dall'ex Imagineer della Disney, Bob Gurr, e 240 altoparlanti personalizzati; erano necessari 240 lavoratori e cinque giorni di lavoro per montarlo.
Lo show si apriva con una spettacolare e strana introduzione: mentre la voce di un narratore raccontava di una leggenda su dei tirannici mostri mitologici, chiamati "Kreetons", questi facevano il loro ingresso sul palco seguiti da un uomo vestito con un'armatura argentata da cavaliere medievale col volto coperto da un elmo, che estraeva una spada dalla roccia tra effetti speciali pirotecnici e laser. Il cavaliere combatteva con i mostri e li cacciava e, una volta liberatosi dell'elmo, si rivelava essere Randy Jackson, che pronunciava le enigmatiche parole: «Tutto il mondo si sollevi e osservi il Regno» (all'epoca molti dei membri della famiglia Jackson, inclusi Michael e loro madre Katherine Jackson, erano Testimoni di Geova, il che lasciava intendere potesse essere un riferimento ad alcuni insegnamenti di tale religione). In seguito, dopo una fragorosa tempesta di suoni elettronici, luci e fumo, i fratelli Jackson facevano il loro ingresso sul palcoscenico in cima ad una piattaforma sopraelevata; i fratelli scendevano le scale all'unisono e ogni loro passo era accompagnato da un suono di batteria. Una volta raggiunto il palco rimanevano immobili qualche minuto mentre, lentamente, si toglievano gli occhiali da sole (sempre all'unisono) per poi dare inizio allo spettacolo con Wanna Be Startin' Somethin'. Dopo una serie di successi dei fratelli e di Michael Jackson da solista, quest'ultimo annunciava la canzone Ben, come era solito fare nei precedenti tour ma, tramite una scenetta prestabilita, fingeva di cambiare idea e annunciava ai fan che avrebbe cantato invece una canzone tra le sue preferite dal suo ultimo album Thriller, ovvero Human Nature, tra le urla di gioia di questi ultimi. Durante She's Out of My Life, Michael scendeva per qualche secondo giù dal palco per avvicinare i fan delle prime file. Dopo un medley di canzoni di Jermaine Jackson, Michael faceva ritorno sul palco per duettare con quest'ultimo nel loro duetto Tell Me I'm Not Dreamin' (Too Good to Be True). Veniva poi annunciato da Michael il medley di successi dei Jackson 5, che era diventato una consuetudine sin dal precedente tour e lo sarebbe stato anche per ogni tour da solista di Michael Jackson a venire. Sul finale di Workin' Day and Night vi era un trucco illusionistico realizzato dall'illusionista Franz Harary: dopo essere stato attaccato da un gigantesco robot-ragno ricoperto di luci, Michael veniva coperto da un telo e fatto levitare, per poi sparire e riapparire da un'altra parte del palco, assieme a Marlon, dietro a un altro telone in cima ad una piattaforma idraulica per interpretare Beat It. Lo spettacolo vedeva inoltre la prima performance live, durante un tour, di Billie Jean, accompagnata dai fratelli Jackson; prima di allora Michael Jackson l'aveva interpretata da solista soltanto durante lo special televisivo Motown 25. I concerti si concludevano con una lunga performance (di circa 13 minuti) del successo dei Jacksons Shake Your Body (Down to the Ground) inframezzata da alcune strofe di Don't Stop 'Til You Get Enough.

### Beneficenza
Parte dei ricavati del tour furono dati in beneficenza. Solo Michael donò otto milioni a diverse associazioni, tra cui la Fondazione T. J. Martell per la ricerca sulla leucemia e il cancro, la UNCF (United Negro College Fund), che sosteneva gli studenti di colore aiutandoli negli studi, e la Ronald McDonald Camp for Good Times, un'associazione che organizzava giochi ed eventi per bambini malati di cancro.

### Ospiti
Il chitarrista Eddie Van Halen fece due apparizioni come ospite speciale per eseguire il suo assolo di chitarra durante Beat It, tra cui alla tappa del 14 luglio a Dallas. Nell'ultima tappa a Los Angeles anche le sorelle Rebbie, La Toya e Janet fecero una speciale apparizione sul finale dello show per ballare insieme ai fratelli, segnando una delle rarissime volte in cui tutti i fratelli e le sorelle Jackson si esibirono insieme sullo stesso palcoscenico.

### Registrazioni in alta definizione
Con la pubblicazione, nel dicembre 2023, del documentario Thriller 40 si è potuto constatare come esistano delle registrazioni in HD del Victory Tour, probabilmente delle tappe a Los Angeles. Nel documentario, infatti, vengono mostrate parti delle performance di Michael Jackson e i fratelli in Billie Jean, Wanna Be Startin' Somethin, Human Nature e Beat It in una qualità video ed audio totalmente inedita. Nonostante ciò, non è chiaro se il concerto sia stato registrato in questa definizione nella sua interezza o se le clip mostrate nel film siano le uniche esistenti in tale qualità.

## Polemiche

### La polemica dei biglietti
Sia i manager che il promoter, cercarono in tutti i modi di far fruttare al massimo la popolarità di Michael Jackson, all'epoca al picco della sua fama dopo il successo mondiale senza precedenti dell'album Thriller, pertanto i biglietti vennero venduti ad un prezzo record di trenta dollari, che in quegli anni era un costo altissimo per un concerto. Sia la band che il promoter furono investiti da numerose polemiche che spinsero gli stessi Jacksons a donare parte del ricavato in beneficenza..
Nonostante gli alti incassi, Chuck Sullivan si trovò in forte deficit per gli elevati costi di produzione, tanto che dovette bloccare il pagamento di 1,9 milioni di dollari alla band. Per recuperare parte delle perdite, si decise di aggiungere 15 date alle 40 originarie. A causa dell'ingente somma impegnata, nel 1988 la famiglia Sullivan fu poi costretta a vendere la squadra di football.
Logisticamente la vendita di biglietti ebbe non pochi problemi, soprattutto per colpa della modalità d'acquisto, che prevedeva obbligatoriamente solo pacchetti da quattro biglietti, associati ad un indirizzo, da pagarsi con vaglia alle poste statunitensi con un modulo reperibile come allegato ai giornali che partecipavano all'iniziativa. La confusione generata agli sportelli postali, il furto degli stessi quotidiani dalle abitazioni private e l'alto costo dei biglietti, incepparono in modo drastico le vendite. Questi, tra l'altro, venivano solitamente messi in commercio solo dieci giorni prima di ogni tappa, causandone spesso il mancato recapito ai mediatori. Il 5 luglio 1984, dopo aver ricevuto una lettera da una ammiratrice di undici anni, tale Ladonna Jones, che accusava i Jacksons di essere egoisti e troppo avidi di denaro, Michael Jackson tenne una conferenza stampa per annunciare che sarebbero stati apportati dei cambiamenti alle procedure di distribuzione dei biglietti e che una parte dei suoi proventi personali sarebbe stata devoluta in beneficenza. Alla piccola fan fu poi riservato un trattamento VIP al concerto di Houston, Texas. Le procedure furono parzialmente variate ma l'acquisto rimase possibile solo via posta, fatta eccezione per i sei concerti finali di Los Angeles.

### Altre polemiche e problemi tra i fratelli
Jackie Jackson fu assente in gran parte delle prime tappe, ufficialmente per un infortunio al ginocchio in seguito a un incidente automobilistico. La moglie di Jermaine spiegò, invece, che la prima moglie di Jackie lo aveva investito in un parcheggio quando aveva scoperto che il marito aveva un'amante, che poi si era scoperto essere la ballerina e cantante Paula Abdul, co-coreografa di alcuni dei fratelli durante lo spettacolo. Nonostante tutto, il cantante riuscì a guarire in tempo per tornare con il resto della formazione negli ultimi concerti.
Michael Jackson fu spesso accusato dai fratelli di scarso interesse verso l'organizzazione del tour. Molte ricostruzioni dell'epoca dicono infatti che l'artista aveva accettato di andare in tour coi fratelli solo per risolvere i problemi finanziari di alcuni di questi ultimi e di aver acconsentito ad un ultimo tour con loro solo su richiesta di loro madre, Katherine Jackson. Secondo un giornalista di ABC News, che seguì alcune tappe del tour da dietro le quinte, Michael era infelice durante il tour, era completamente isolato dai suoi fratelli e parlava a malapena con loro. Ad un certo punto del tour, Michael era così stressato dai suoi fratelli e dai dolori causati dalle operazioni chirurgiche al cuoio capelluto dopo l'incidente della Pepsi, che soffrì di stress, spossatezza e disidratazione e dovette essere messo sotto le cure di un medico. I fratelli iniziarono a viaggiare in van e limousine separati: Jackie, Marlon, Randy e Tito in un veicolo, Jermaine in un altro da solo e Michael in un altro ancora, da solo. Quando dovevano viaggiare in aereo, i fratelli usavano una compagnia aerea commerciale mentre Michael viaggiava con un jet privato. I fratelli stavano su piani separati negli hotel in ogni città e rifiutavano di parlarsi mentre andavano agli stadi. Ogni volta che c'era un incontro su qualsiasi cosa, erano presenti anche la coppia di avvocati che rappresentava Michael, quello che lavorava per Jermaine e i due che parlavano per il resto dei fratelli. Quando Michael seppe che suo padre, Joe Jackson, e Don King stavano organizzando un tour europeo, fece sapere loro che non vi avrebbe partecipato. Il 9 dicembre 1984, dopo l'ultima canzone della serata, Michael annunciò dal palco di Los Angeles che quello sarebbe stato l'ultimo spettacolo coi Jacksons, lasciando i fratelli con espressioni sorprese. In seguito annunciò in via ufficiale l'abbandono del gruppo.

## Scaletta
1. Sword in the Stone (introduzione)
2. Wanna Be Startin' Somethin'
3. Things I Do for You
4. Off the Wall
5. Ben (snippet)
6. Human Nature
7. This Place Hotel
8. She's out of My Life
9. Jermaine Jackson medley: Let's Get Serious/You Like Me, Don't You?/Dynamite/Tell Me I'm Not Dreamin' (Too Good to Be True) (quest'ultima in duetto con Michael Jackson)
10. Jackson 5 medley: I Want You Back/The Love You Save/I'll Be There
11. Rock With You
12. Lovely One
13. Workin' Day and Night
14. Beat It
15. Billie Jean
16. Shake Your Body (Down to the Ground) (con snippet da Don't Stop 'til You Get Enough e State of Shock)

## Date
| Data              | Città           | Stato       | Luogo                       |
| ----------------- | --------------- | ----------- | --------------------------- |
| 6 luglio 1984     | Kansas City     | Stati Uniti | Arrowhead Stadium           |
| 7 luglio 1984     | Kansas City     | Stati Uniti | Arrowhead Stadium           |
| 8 luglio 1984     | Kansas City     | Stati Uniti | Arrowhead Stadium           |
| 13 luglio 1984    | Dallas          | Stati Uniti | Texas Stadium               |
| 14 luglio 1984    | Dallas          | Stati Uniti | Texas Stadium               |
| 15 luglio 1984    | Dallas          | Stati Uniti | Texas Stadium               |
| 21 luglio 1984    | Jacksonville    | Stati Uniti | Gator Bowl Stadium          |
| 22 luglio 1984    | Jacksonville    | Stati Uniti | Gator Bowl Stadium          |
| 23 luglio 1984    | Jacksonville    | Stati Uniti | Gator Bowl Stadium          |
| 29 luglio 1984    | East Rutherford | Stati Uniti | Giants Stadium              |
| 30 luglio 1984    | East Rutherford | Stati Uniti | Giants Stadium              |
| 31 luglio 1984    | East Rutherford | Stati Uniti | Giants Stadium              |
| 4 agosto 1984     | New York        | Stati Uniti | Madison Square Garden       |
| 5 agosto 1984     | New York        | Stati Uniti | Madison Square Garden       |
| 7 agosto 1984     | Knoxville       | Stati Uniti | Neyland Stadium             |
| 8 agosto 1984     | Knoxville       | Stati Uniti | Neyland Stadium             |
| 9 agosto 1984     | Knoxville       | Stati Uniti | Neyland Stadium             |
| 17 agosto 1984    | Pontiac         | Stati Uniti | Pontiac Silverdome          |
| 18 agosto 1984    | Pontiac         | Stati Uniti | Pontiac Silverdome          |
| 19 agosto 1984    | Pontiac         | Stati Uniti | Pontiac Silverdome          |
| 25 agosto 1984    | Buffalo         | Stati Uniti | Stadio Ralph Wilson         |
| 26 agosto 1984    | Buffalo         | Stati Uniti | Stadio Ralph Wilson         |
| 1º settembre 1984 | Philadelphia    | Stati Uniti | Stadio John F. Kennedy      |
| 2 settembre 1984  | Philadelphia    | Stati Uniti | Stadio John F. Kennedy      |
| 7 settembre 1984  | Denver          | Stati Uniti | Mile High Stadium           |
| 8 settembre 1984  | Denver          | Stati Uniti | Mile High Stadium           |
| 17 settembre 1984 | Montréal        | Canada      | Stadio Olimpico di Montréal |
| 18 settembre 1984 | Montréal        | Canada      | Stadio Olimpico di Montréal |
| 21 settembre 1984 | Washington      | Stati Uniti | Stadio RFK                  |
| 22 settembre 1984 | Washington      | Stati Uniti | Stadio RFK                  |
| 28 settembre 1984 | Philadelphia    | Stati Uniti | Stadio John F. Kennedy      |
| 29 settembre 1984 | Philadelphia    | Stati Uniti | Stadio John F. Kennedy      |
| 5 ottobre 1984    | Toronto         | Canada      | Exhibition Stadium          |
| 6 ottobre 1984    | Toronto         | Canada      | Exhibition Stadium          |
| 7 ottobre 1984    | Toronto         | Canada      | Exhibition Stadium          |
| 12 ottobre 1984   | Chicago         | Stati Uniti | Comiskey Park               |
| 13 ottobre 1984   | Chicago         | Stati Uniti | Comiskey Park               |
| 14 ottobre 1984   | Chicago         | Stati Uniti | Comiskey Park               |
| 19 ottobre 1984   | Cleveland       | Stati Uniti | Cleveland Stadium           |
| 20 ottobre 1984   | Cleveland       | Stati Uniti | Cleveland Stadium           |
| 29 ottobre 1984   | Atlanta         | Stati Uniti | Fulton County Stadium       |
| 30 ottobre 1984   | Atlanta         | Stati Uniti | Fulton County Stadium       |
| 2 novembre 1984   | Miami           | Stati Uniti | Miami Orange Bowl           |
| 3 novembre 1984   | Miami           | Stati Uniti | Miami Orange Bowl           |
| 9 novembre 1984   | Houston         | Stati Uniti | Astrodome                   |
| 10 novembre 1984  | Houston         | Stati Uniti | Astrodome                   |
| 16 novembre 1984  | Vancouver       | Canada      | Stadio BC Place             |
| 17 novembre 1984  | Vancouver       | Canada      | Stadio BC Place             |
| 18 novembre 1984  | Vancouver       | Canada      | Stadio BC Place             |
| 30 novembre 1984  | Los Angeles     | Stati Uniti | Dodger Stadium              |
| 1º dicembre 1984  | Los Angeles     | Stati Uniti | Dodger Stadium              |
| 2 dicembre 1984   | Los Angeles     | Stati Uniti | Dodger Stadium              |
| 7 dicembre 1984   | Los Angeles     | Stati Uniti | Dodger Stadium              |
| 8 dicembre 1984   | Los Angeles     | Stati Uniti | Dodger Stadium              |
| 9 dicembre 1984   | Los Angeles     | Stati Uniti | Dodger Stadium              |

## Personale

### Formazione[28]
- Jackie Jackson: voce, percussioni
- Tito Jackson: voce, chitarra
- Jermaine Jackson: voce, basso
- Marlon Jackson: voce, percussioni
- Michael Jackson: voce, coreografie
- Randy Jackson: voce, percussioni, sintetizzatori

### Band[28]
- Tastiere, pianoforte: Rory Kaplan, Pat Leonard e Jai Winding
- Chitarre: David Williams e Gregg Wright
- Batteria: Jonathan Moffett

### Altri[28]
- Tour managers: Don King, Joe Jackson e Frank DiLeo
- Coordinatore tour e co-produttore coi The Jacksons: Larry Larson
- Promoter: Chuck Sullivan
- Illusioni magiche: Franz Harary[29]
- Progettazione luci, effetti speciali e supervisione: Bob Gurr[7]
- Sponsor: PepsiCo, Nike